# Mississipi (riu)
El Mississipi (en anglès Mississippi River [mɪsə'sɪpē] i en francès [misisi'pi]) és un llarg riu situat a l'Amèrica del Nord que travessa la part central dels Estats Units. Discorre entre el nord de Minnesota i el golf de Mèxic i el seu curs té una orientació meridiana. El Mississipi té una longitud de 3.770 km, i només un dels seus afluents, el riu Missouri, és més llarg a Amèrica del Nord. La llargària acumulada d'aquests dos cursos d'aigua que sobrepassa els 6.800 km, i la superfície de la seva conca hidrogràfica, fan del Mississipi un dels rius més importants del món, i el Mississipi-Missouri un dels sistemes fluvials més llargs del planeta. Durant l'època precolombina, el Mississipi ja constituïa una important via de navegació, i els amerindis l'anomenaven «Meschacebé», que significa «pare de les aigües». Avui en dia, el riu constitueix un element fonamental de l'economia i de la cultura nord-americana.

## Geografia

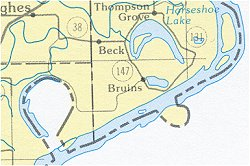
Llac «de ferradura» (Oxbow) format d'un antic meandre del Mississipi.

El naixement del Mississipi està situat a l'extrem nord del llac Itasca (al nord de Minnesota), a 450 metres. El riu baixa aviat als 220 metres, després de les cascades de Saint Anthony, prop de Minneapolis, i se li uneixen els rius Illinois i Missouri a Saint Louis, i l'Ohio a Cairo (Illinois).
El curs del riu es pot dividir en dues parts: el Mississipi superior, des del seu naixement fins a la confluència amb l'Ohio, i el Mississipi inferior, des de l'Ohio fins a la seva desembocadura. El riu descriu nombrosos meandres, sobretot entre Memphis (Tennessee) i el delta. La gran majoria pertanyen a la categoria de meandres de plana al·luvial (també anomenats meandres lliures o divagants), és a dir, que tenen el seu origen en la dinàmica del mateix curs. Són meandres molt mòbils que reclouen sectors humits o abandonats com els «bayous» del Sud. En diversos llocs, alguns meandres es retallen i deixen braços morts denominats oxbow o "llacs en forma de ferradura».
La part inferior del Mississipi és complexa, amb bayous, llacs, bifurcacions i afluents.

### Conca hidrogràfica

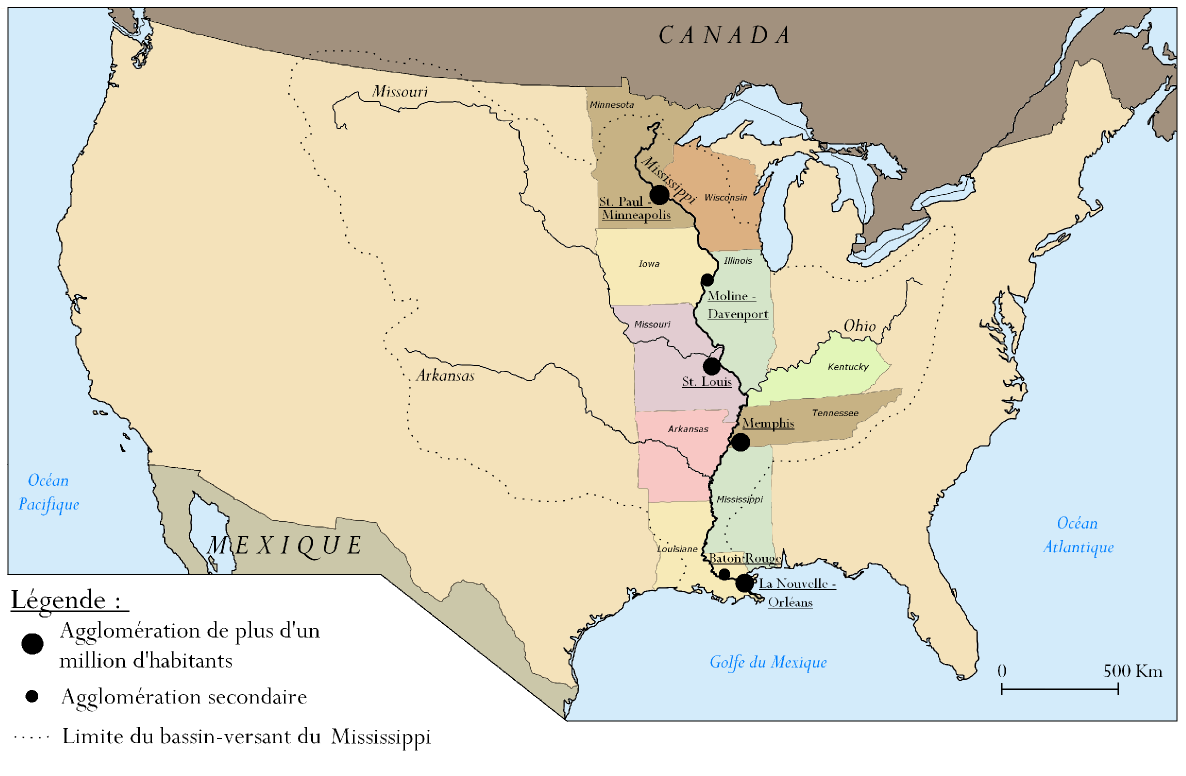
El Mississipi i els 10 estats que travessa o dels què és frontera

La conca hidrogràfica del Mississipi és la més gran d'Amèrica del Nord i la tercera del món, després de les dels rius Amazones i Congo. La seva superfície total és de 3.238.000 km², és a dir un terç del territori dels Estats Units. La conca del Mississipi drena aigua de 31 estats i és el recurs del 23 per cent de l'abastament d'aigües superficials públiques dels Estats Units. La conca del riu Mississipi està dividida en subconques, que corresponen als cursos inferior i superior, i als principals afluents, com el riu Missouri (4.370 km), l'Arkansas o l'Ohio. Finalment, la plana inundable del sistema fluvial mesura prop de 90.000 km². Més de 72 milions de persones viuen a la conca del Mississipi, és a dir, un de cada quatre ciutadans dels Estats Units.
El Mississipi drena la major part de la zona compresa entre les muntanyes Rocoses i els Apalatxes, excepte la zona propera als Grans Llacs. Travessa o voreja deu estats (Minnesota, Wisconsin, Iowa, Illinois, Missouri, Kentucky, Arkansas, Tennessee, Mississipi i Louisiana) abans de desembocar al golf de Mèxic, 160 km riu avall de la ciutat de Nova Orleans. Una gota de pluja que caigui en el llac Itasca triga prop de 90 dies en arribar al golf de Mèxic.

### Règim hidrològic i cabal
El Mississipi és un riu amb un cabal important i poderoses crescudes, tenint en compte la naturalesa de la conca que banya, ja que transcorre per una zona temperada i no pertany a una zona intertropical com el riu Amazones o el riu Congo, amb uns cabals molt superiors al del Mississipi, per l'abundància de precipitacions sobre les seves conques.
El règim hidrològic del Mississipi és complex, ja que el riu és alimentat per afluents molt diferents: el curs superior té un règim pluvionival mentre que el curs inferior travessa una regió subtropical humida. El riu Mississipi rep les aigües del Missouri incrementades pel desglaç de les neus de les muntanyes a la primavera. La seva part inferior és alimentada per pluges abundants a l'estiu i al principi de la tardor, amb riscos ciclònics a la part més meridional.

Per tant, el cabal del Mississipi es caracteritza per grans variacions en funció del lloc i la temporada; generalment oscil·la entre 8.000 m³/s i 50.000 m³/s. A la desembocadura el cabal mitjà és de 18.000 m³/s, que és molt per a un riu situat a la zona temperada. El riu Mississipi és el sisè riu de a Terra amb major cabal. Durant el període de crescudes, el cabal pot augmentar fàcilment fins a 70.000 m³/s, arribant fins i tot als 300.000 m³/s de la Gran inundació del Mississipi de 1927. El riu Ohio contribueix aportant més de la meitat del cabal total del Mississipi (8.000 m³/s). El cabal mitjà interanual del Mississipi, en referència a la superfície i extensió de la seva conca hidrogràfica, és de 5,9 litres per segon i per km².

### Transport de sediments
El Mississippi arrossega una càrrega fluvial composta de sorres i graves que provenen en gran part de les muntanyes Rocoses. Els sediments sòlids abocats al golf de Mèxic oscil·len entre 312 i 450 milions de tones l'any. És per causa d'aquests materials que s'han format nombroses illes al delta del Mississipi. En la major part del transcurs, el pendent és entre mitjà o poc pronunciat, per la qual cosa els dipòsits sedimentaris són relativament importants. Aquest cabal sòlid és mixt, i està compost per partícules en suspensió i sediments del fons. En total, el riu transporta en un any 131 milions de tones de materials en suspensió, dues vegades menys que l'Amazones.

## Descripció del curs

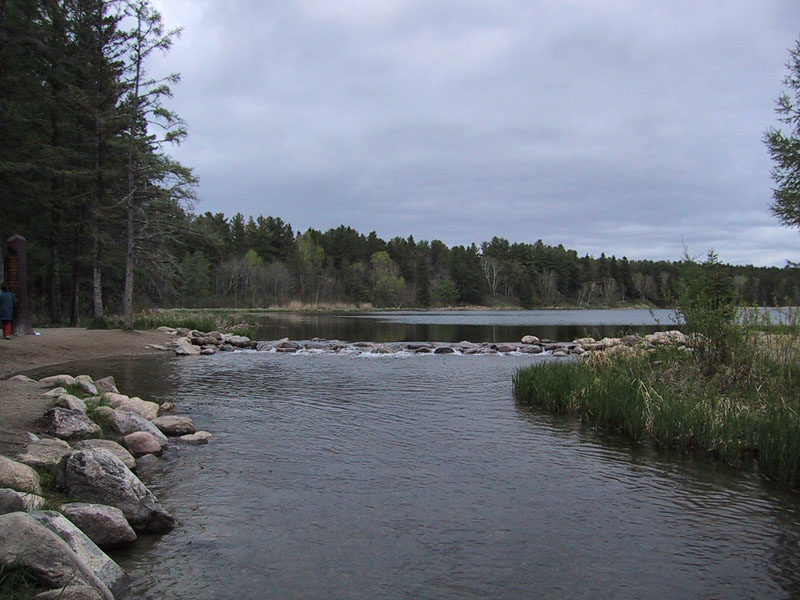
El naixement del Mississipi al llac Itasca.

### Naixement
El sector del Mississipi situat riu amunt de Minneapolis, a Minnesota, a prop del naixement del riu. està situat en una regió amb clima de tipus continental i està influenciat per les masses d'aire polar a l'hivern, la qual cosa comporta que, sovint, el Mississipi estigui glaçat en aquesta època de l'any. En el seu naixement, el Mississipi és només un petit riu d'aigües clares, però a mesura que s'allunya, el riu creix, es carrega d'al·luvions i partícules orgàniques i es torna d'un color bru o vermellós, perdent progressivament el seu caràcter inicial.
Aquesta primera part del riu acumula el major desnivell del seu curs. Travessa aiguamolls, llacs i ràpids poblats de nombroses espècies de peixos, aus i mamífers. La vegetació d'aquest sector inclou pins, verns, arròs silvestre i colònies de bogues. Entre les ciutats de Aitkin i Brainerd, a Minnesota, el riu travessa una regió de turons, de relleus morrènics coberts de boscos en de planes d'origen glacial i de sectors de dunes i pantanosos. Abans de l'explotació humana, els boscos de coníferes cobrien aquesta regió.

### Curs superior

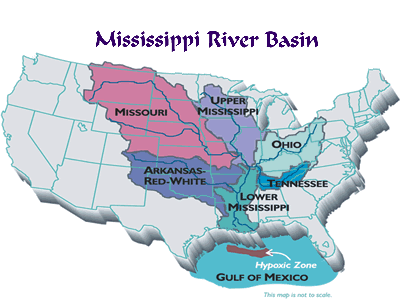
La conca hidrogràfica del Mississipi, que drena 31 estats.

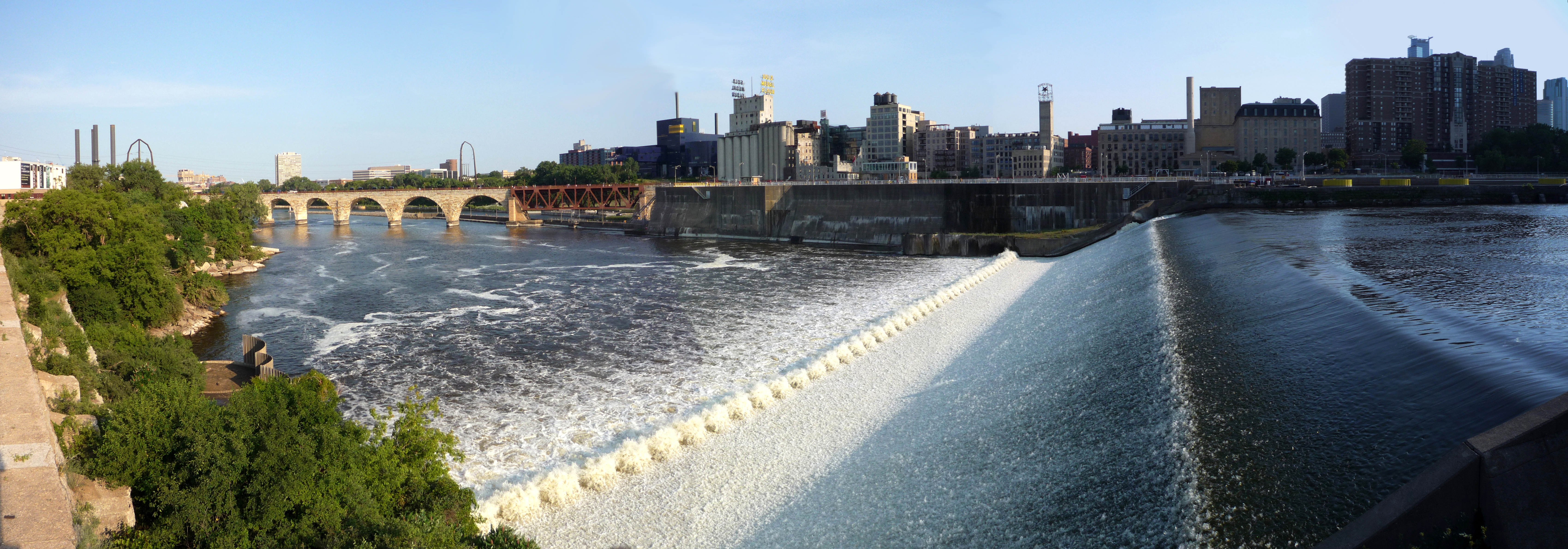
Les cascades de Saint Anthony

El curs superior del Mississipi (Upper Mississippi River) va des de les cascades de Saint Anthony (a Minneapolis) a la desembocadura del riu Ohio, prop de la ciutat de Cairo a l'estat d'Illinois. Recorre 1.462 km seguint una trajectòria en direcció sud-est. El règim del riu és pluvionival amb crescudes a la primavera i pluges tempestuoses a l'estiu. La llera s'eixampla considerablement després de la confluència del riu Minnesota.
El riu travessa una vall profunda excavada en llits sedimentaris en una regió que no ha estat afectada per les glaceres de Wisconsin. El llac Pepin, que es va formar fa prop de 9.500 anys, s'estén al llarg d'uns 35 km de longitud amb una profunditat mitjana de cinc metres. Té la capacitat de retenir una part dels sediments i de la pol·lució que prové de la part més elevada.
Just al nord de Saint Louis, el Missouri es troba amb el Mississipi que prové de l'oest. Les aigües del Missouri estan carregades de sediments i de partícules arrencades per l'erosió. En els anys 1950-1960, la construcció de grans preses a la conca hidrogràfica del Missouri va formar dipòsits que retenen els al·luvions. Els condicionaments humans van afectar àmpliament el Mississipi superior i la seva plana al·luvial.

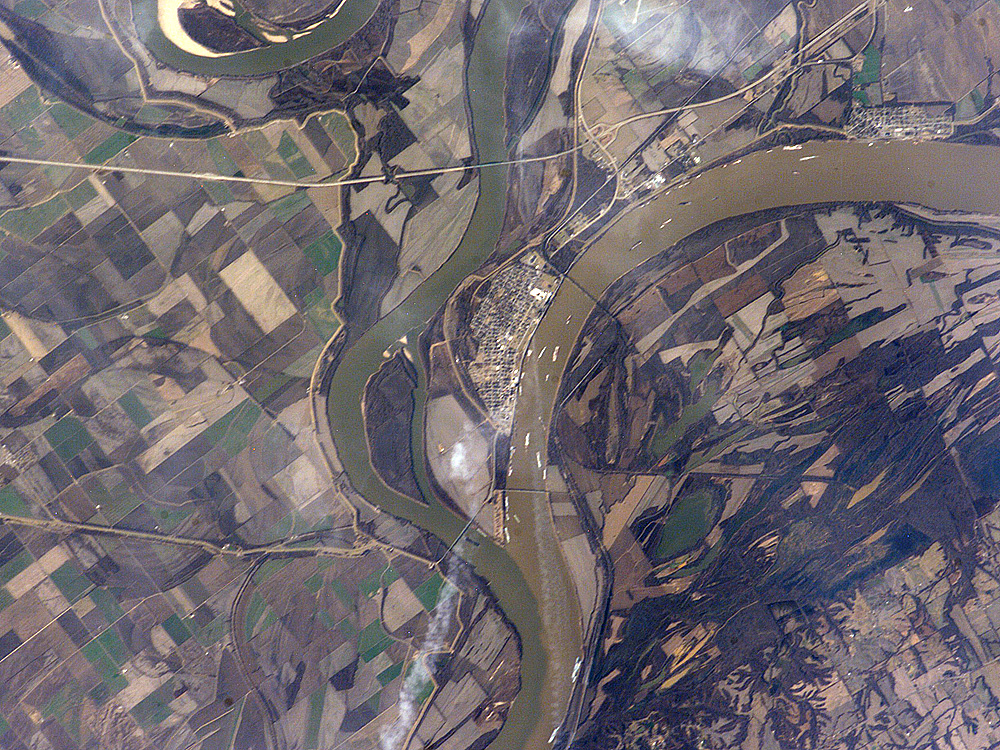
La confluència del riu Ohio i el Mississipi

Així, el riu va rebre més sediments, mentre que el llit va augmentar a causa de la urbanització i drenatge dels aiguamolls. La construcció de dics i la canalització van augmentar la sedimentació de la llera fluvial. La plana al·luvial també va quedar transformada per la construcció de terraplens amb la finalitat de protegir les instal·lacions humanes de les inundacions. Les terres agrícoles substitueixen,des de fa temps, les zones pantanoses i els boscos. Els boscos es troben actualment restringits a les vores del riu o a les illes fluvials i només arriben a uns pocs quilòmetres d'amplada. Tanmateix, els esforços per qualificar porcions de les ribes com a reserves naturals protegides, han permès salvaguardar uns 800 km² de la vall del curs superior del Mississipi. Les principals espècies d'arbres són l'auró argentat, el freixe, l'om americà, el salze negre, l'àlber de Virgínia, l'auró, el bedoll negre i el lledoner. La vegetació aquàtica comprèn plantes com les bogues, les liles d'aigua (Potamogeton), les elodees o la Vallisneria americana. La salicaria comú (Lythrum salicaria) és una planta d'origen europeu, introduïda a principi de segle xx i que es troba al llarg de les ribes del Mississipi.

### Curs inferior

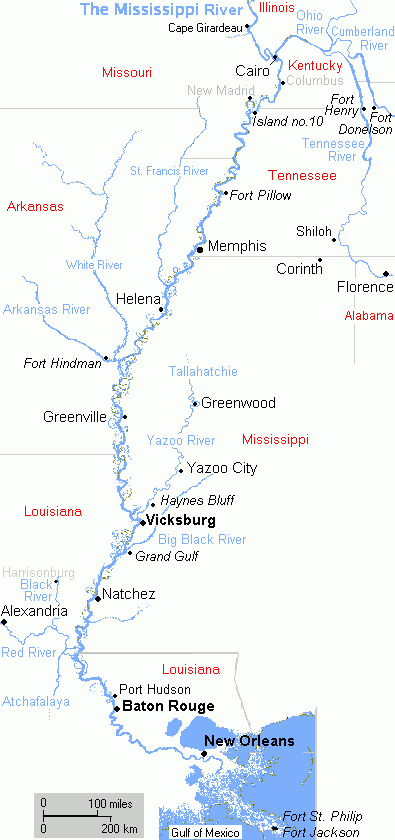
Mapa del curs inferior del Mississipi.

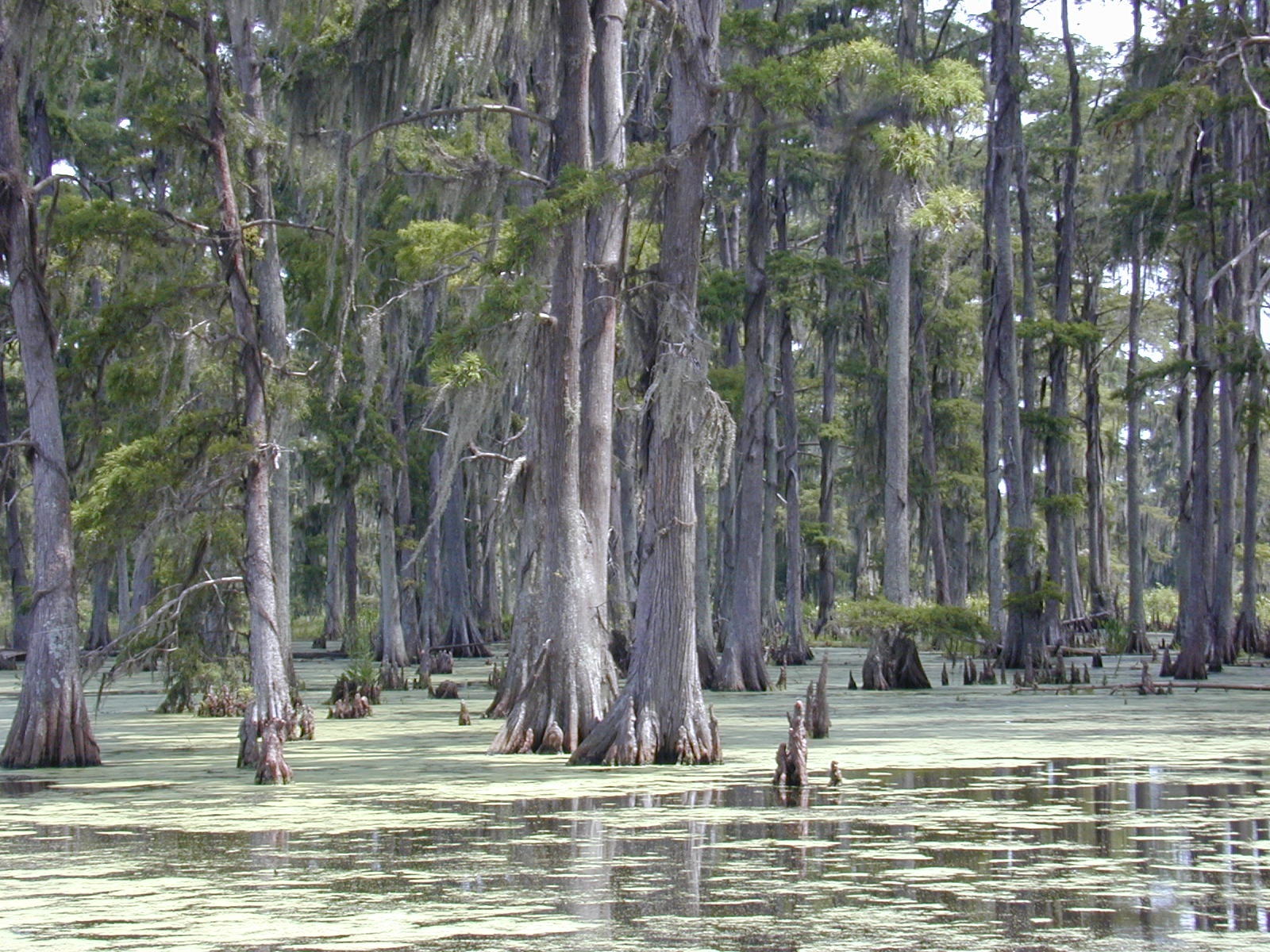
Pantà i bosc de xiprer calb (Taxodium distichum) al sud de Louisiana

El curs inferior (Lower Mississippi River) discorre al sud de la confluència amb el riu Missouri. El Mississipi continua la seva trajectòria cap al sud-est i posteriorment cap al sud després de la confluència amb el riu Arkansas. La plana al·luvial es caracteritza per nombrosos meandres carregats de fang que multipliquen per tres la longitud del curs. Es tracta d'un sector relativament ample i de pendent suau cap al golf de Mèxic, dominat per terrasses al·luvials poc elevades de poca altitud (unes desenes de metres per sobre del nivell mitjà del mar). A part dels sectors desbrossats que subsisteixen les grans zones de pantà i de boscos, també hi ha nombrosos llacs de ferradura i meandres de gran amplitud.
Al sud de Cairo, la plana al·luvial s'eixampla i es fa menys profunda a causa de l'erosió dels llits terciaris anomenats bluffs. En el baix Mississipi, paral·lelament al riu, discorren nombrosos afluents al llarg d'una distància bastant gran, abans de desembocar finalment en el riu. El sud del Mississipi està sotmès a un clima tropical marcat pels ciclons de final d'estiu i principi de tardor. La gelada hivernal no afecta generalment aquesta regió. El paisatge es caracteritza per zones humides i pantanoses, sovint insalubres, tant al delta del Mississippí com al bayou; es tracta de braços i de meandres abandonats pel riu i que formen llargues vies d'aigua estancada i constitueixen una xarxa navegable d'uns milers de quilòmetres.

### El delta

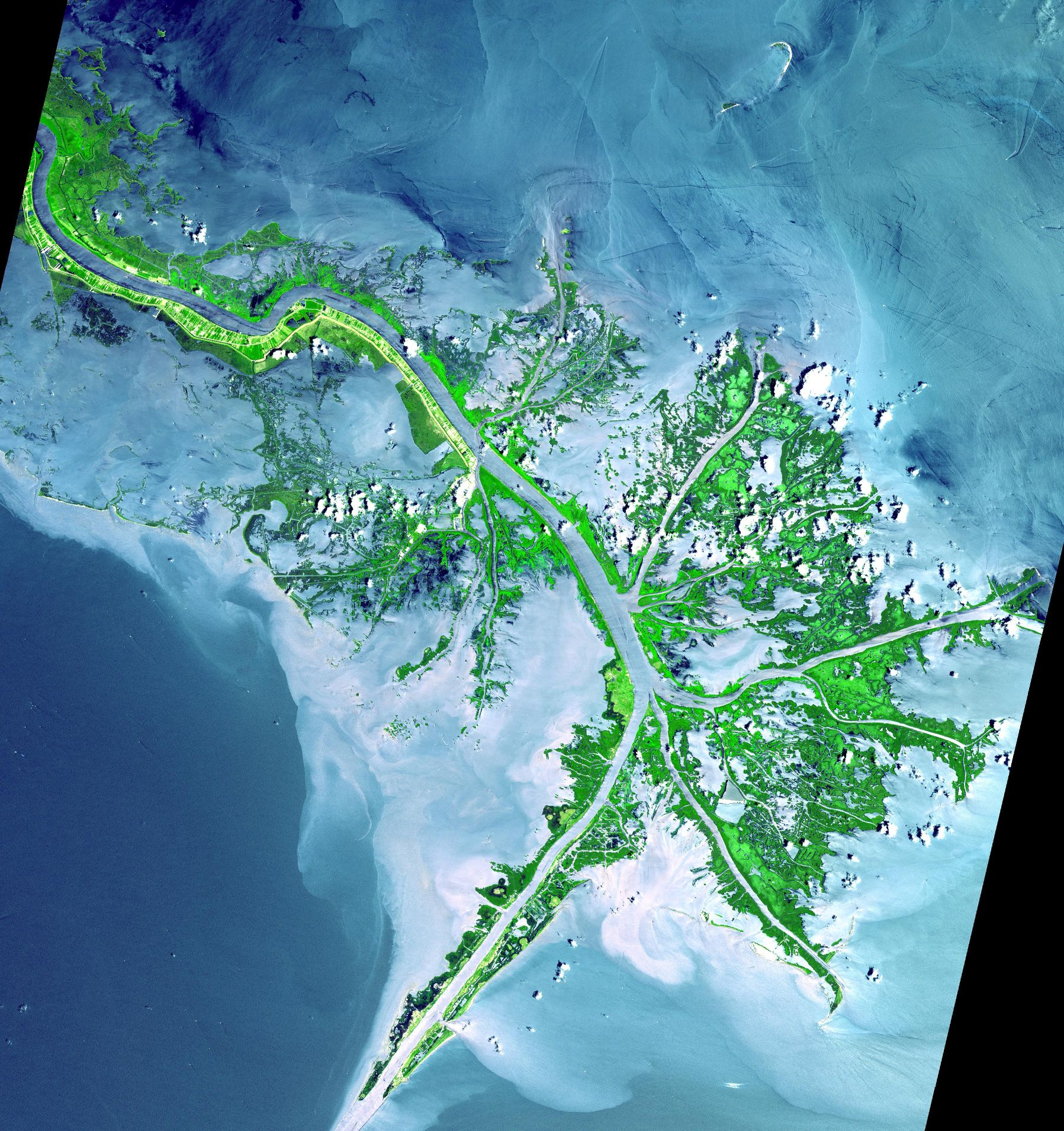
El delta del Mississipi vist des de l'espai (colors falsos)

El delta del Mississipi cobreix una superfície de 75.000 km², amb més de 400 km d'amplada-d'est a oest-i 200 km de profunditat del nord al sud, zona en la qual viuen uns 2,2 milions d'habitants, la majoria a la ciutat de Nova Orleans. No obstant això, comparat amb altres deltes, la densitat de població de la regió és relativament escassa.
Al llarg de la història, la desembocadura del Mississipi s'ha modificat i s'ha desplaçat moltes vegades. Els darrers 5.000 anys, el riu va canviar nou vegades de desembocadura i l'actual, data només del segle x. Quan es va construir un canal a principis del segle xix, el riu va buscar el seu camí i va reunir el llit i la desembocadura del riu Atchafalaya, a 95 km de Nova Orleans.
El delta del Mississipi avança aproximadament 100 metres l'any, alimentat pels 730 milions de tones d'al·luvions que diposita a raó de 6 decímetres a l'any sobre el fons del seu llit, el que fa necessari un dragatge constant per assegurar la navegació. Aquests dipòsits formen un immens ventall al·luvial que guanya terreny sobre les aigües del golf de Mèxic a causa de la poca profunditat de les aigües i de l'escassa amplitud de les marees. El llot i el fang impedeixen al riu la possibilitat de serpentejar.
La plana deltaica del Mississipi inclou les maresmes costaneres de Louisiana i cobreix 28.568 km². Es caracteritza per una xarxa complexa de braços i d'alçaments naturals en disposició radial riu avall, més enllà de Baton Rouge.

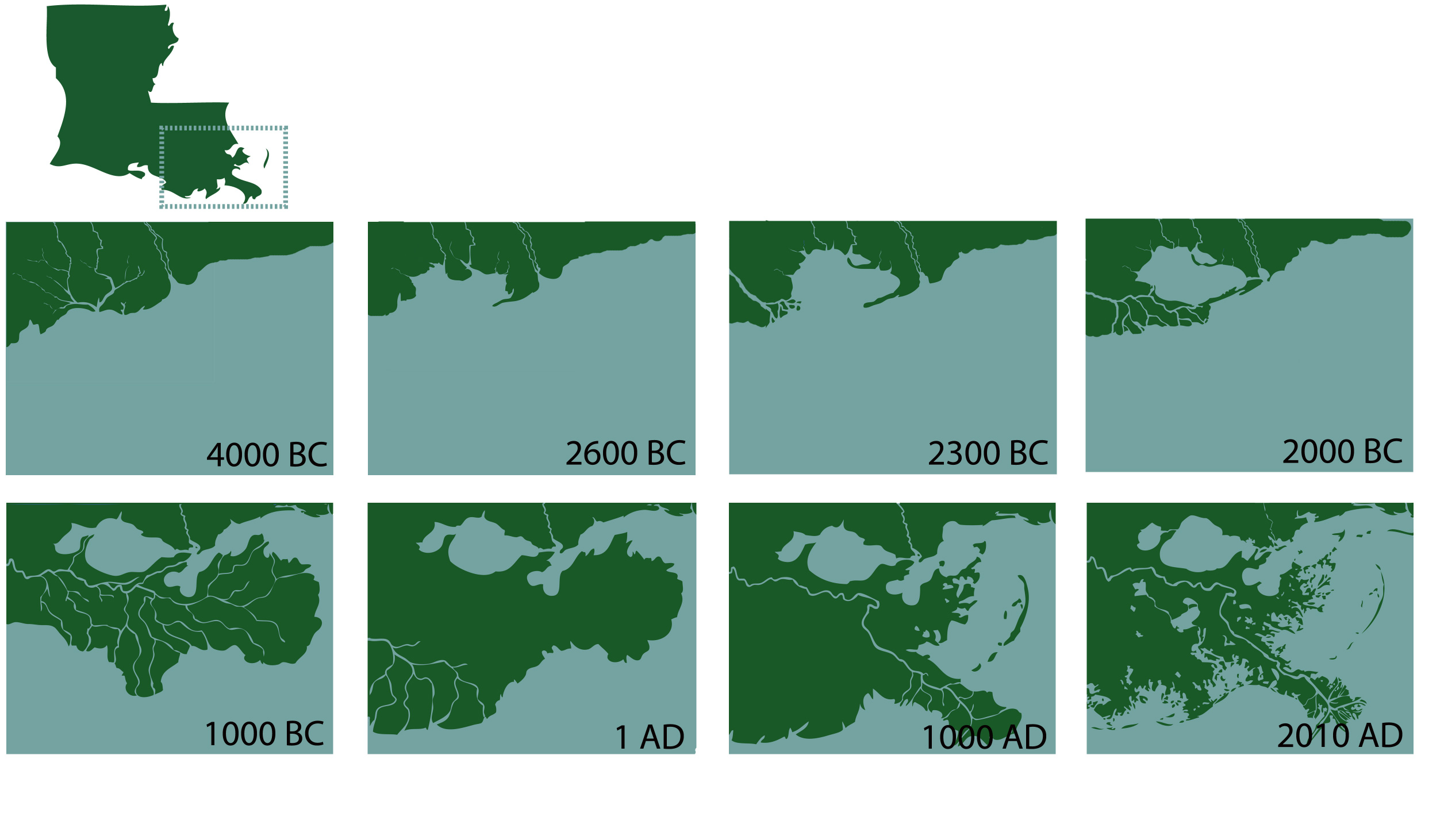
Canvi costaner al sud-est de Louisiana. Delta del Mississipi

La regió del delta del Mississipi al sud de Louisiana acull una gran quantitat de recursos dins d'un paisatge dinàmic en retrocés. Els fonaments geològics antics de la regió del delta reflecteixen l'evolució del Neogen, mentre que els detalls del paisatge modern reflecteixen l'evolució entre els períodes del Plistocè tardà a l'Holocè de l'actual plana al·luvial-deltaica. La plana holocena del delta es va construir pel creixement cíclic de les branques o dits deltaics, seguit de l'avulsió (abandonament del llit fluvial) i la reubicació de la sortida de sediments fluvials. Els dits abandonats van ser submergits i engolits mentre es va crear un nou dit al lloc d'entrada activa de sediments fluvials. Els dics construits històricament han desacoblat la plana del delta de la seva font de sediments fluvials alhora que s'accelerava l'augment global del nivell del mar, provocant un augment accelerat de la submersió de la plana del delta. Els desviaments de l'aigua i els sediments del riu Mississipi són necessaris per a aconseguir la sostenibilitat de la plana del delta, però les preses construïdes aigües amunt atrapen el 50% de la càrrega total de sediments i no hi ha prou subministrament per a contrarestar el ritme de l'enfonsament i l'augment accelerat del nivell del mar. La futura regió del delta no s'assemblarà al passat recent, i un enfonsament important és inevitable.

## Medi natural

### Fauna
El riu Mississipi i la seva plana al·luvial alberguen una fauna i una flora molt riques, que formen el major sistema continu d'aiguamolls de Nord-amèrica. Les 226 espècies de peixos que viuen al riu, constitueixen la quarta part de totes les existents a Amèrica del Nord. El riu serveix de pas per a la migració de nombroses aus: el 60% de les aus d'Amèrica del Nord (326 espècies) utilitzen la conca del Mississipi en les seves migracions.
En el curs inferior del Mississipi, podem comptar 60 espècies diferents de musclos. La part inicial del riu acull més de 50 espècies de mamífers i 145 espècies d'amfibis i rèptils, fins i tot el conegut aligàtor (Alligator mississippiensis); l'espècie es recupera després d'estar amenaçada d'extinció a mitjan segle xx. En tota la vall del Mississipi trobem mamífers com el castor, l'os rentador, la llúdria de riu, el visó americà, la guineu roja, un tipus de rata (Ondatra zibethicus) o la mofeta ratllada. Altres animals són comuns a altres zones d'Amèrica del Nord: el coiot, el cérvol de Virgínia, espècies d'esquirols (el gris i ratllat) o l'esquirol volador (Glaucomys volans) o el linx.

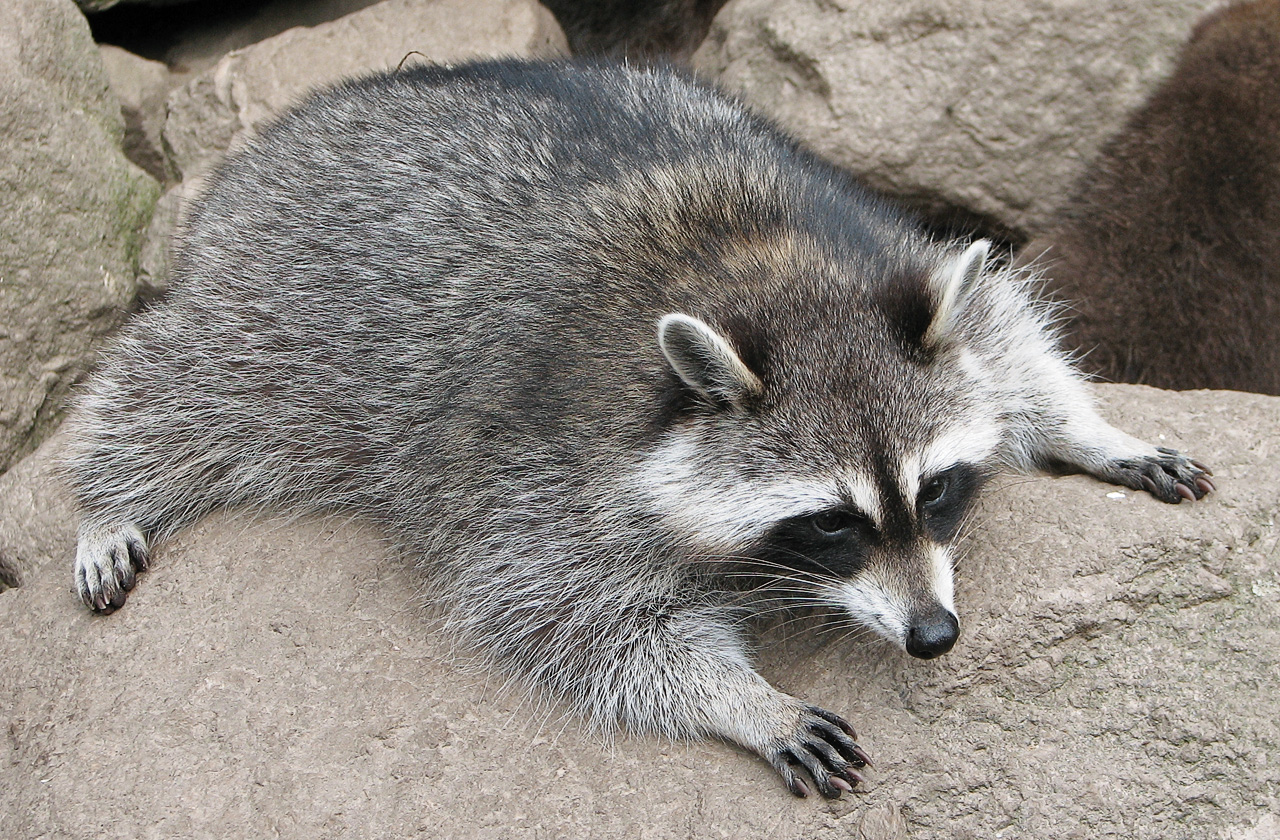
Ós rentador
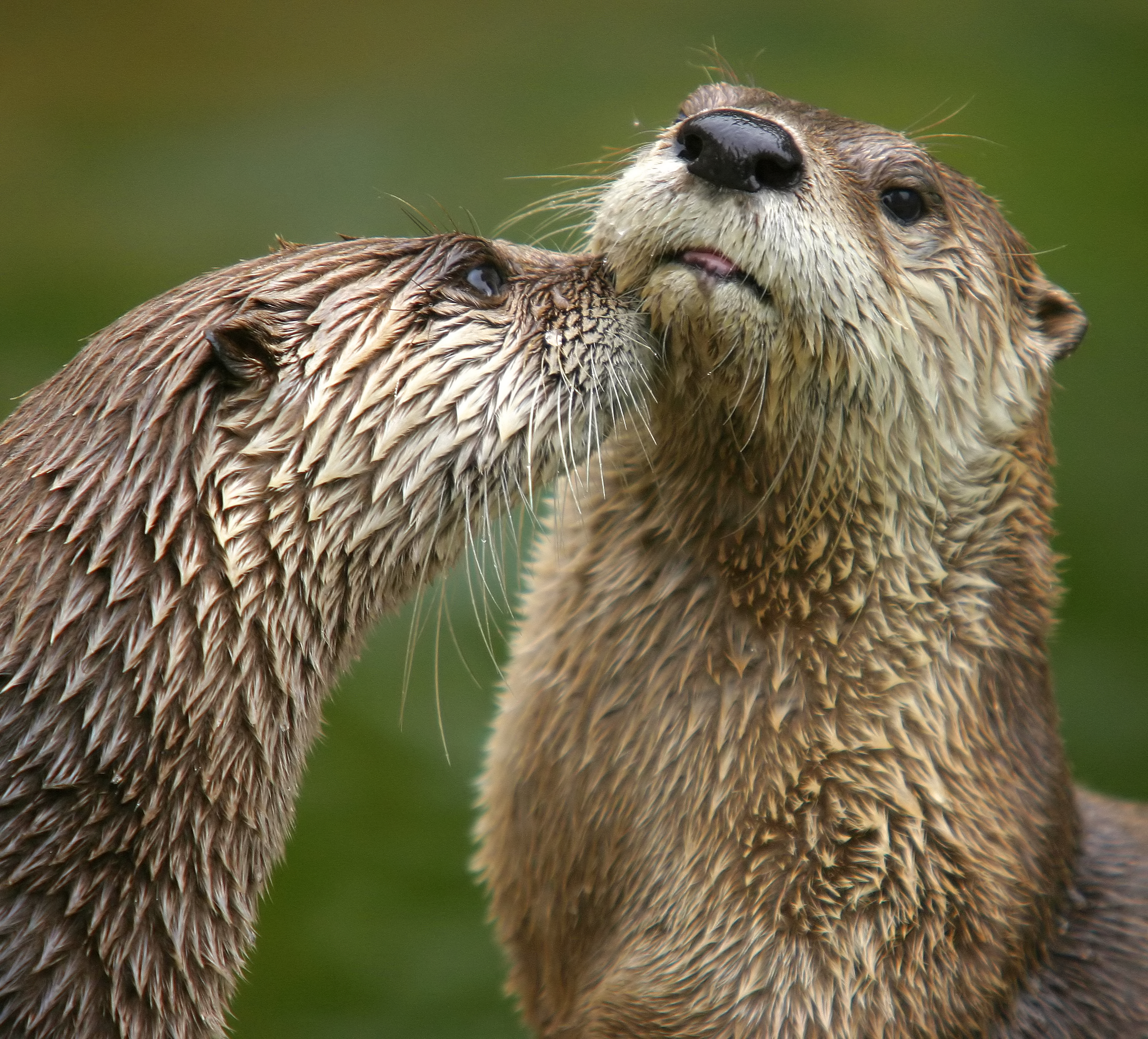
llúdria de riu
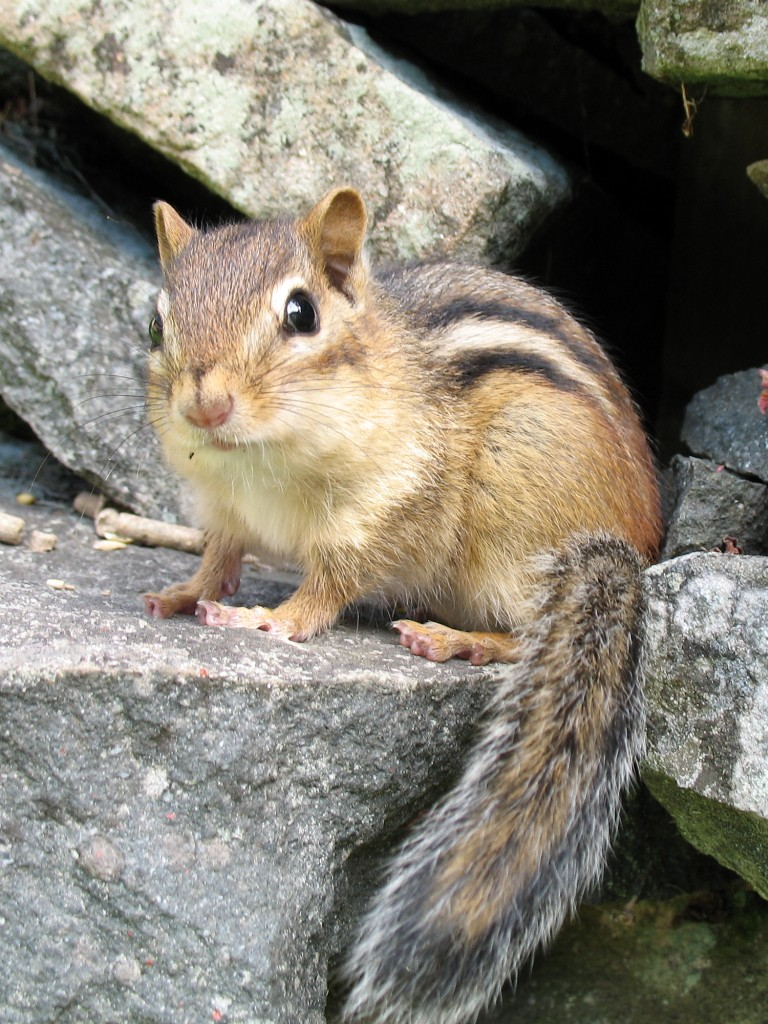
esquirol ratllat
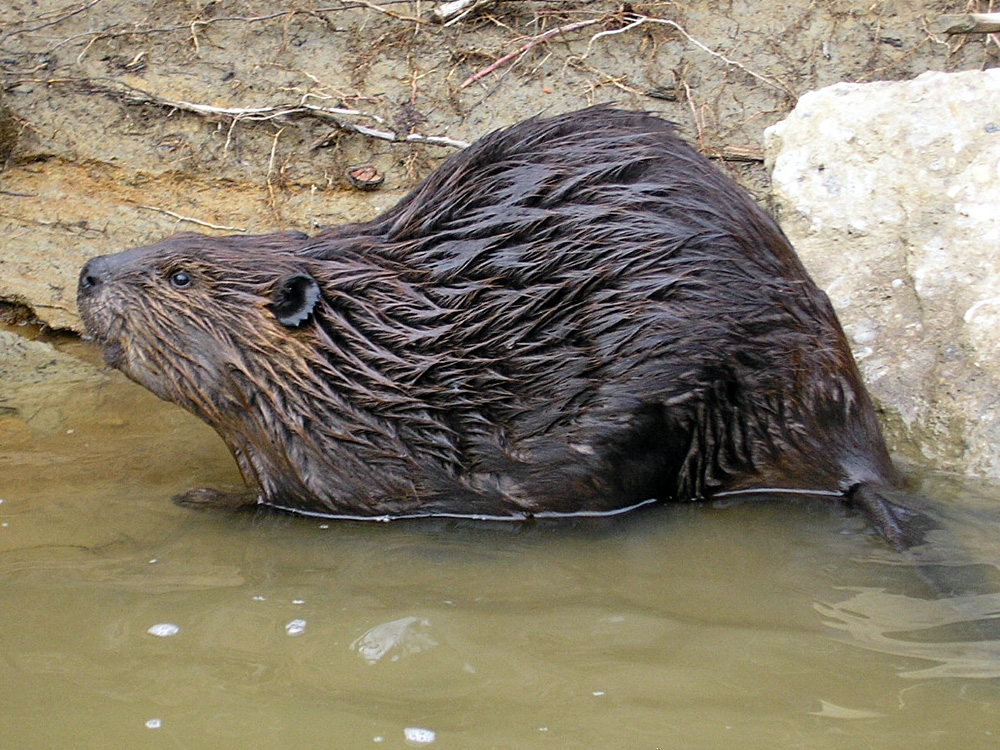
castor

### Preservació del medi natural
Nombroses parts del riu s'han arribat a protegir; s'han preservat gràcies a reserves naturals i molts espais estan encara inundats d'aigua i poblats amb arbres. L'ecosistema del curs superior del Mississipi està protegit per l'Upper Mississippi River National Wildlife and Fish Refuge que s'estén des de Wabasha (Minnesota) fins Rock Island (Illinois) amb un trajecte de prop de 500 km. Aquesta reserva cobreix prop de 80.000 hectàrees situades en quatre estats diferents, i s'encarrega de la protecció d'espais molt diversos com aiguamolls, zones humides, llacs, boscos de plana al·luvial, platges de sorra i vessants.
Amb tot, el medi ambient fluvial ha estat transformat pels éssers humans per adequar-lo a les seves necessitats de navegació i de desenvolupament econòmic: una gran part de la plana al·luvial pateix els excessos de l'agricultura intensiva i els afluents aboquen quantitats importants d'al·luvions, de fertilitzants i de pesticides en el Mississipi. Les aglomeracions urbanes i els polígons industrials riberencs suposen també una font de pol·lució. Tanmateix, segons un estudi dut a terme pel Servei Geològic dels Estats Units, les emissions d'aigües residuals van disminuir en el curs superior del riu (abans de Saint Louis) des de l'adopció de la Clean Water Act el 1972. La situació és menys satisfactòria en Saint Louis on les concentracions de coliformes són importants.
Les concentracions de pesticides i herbicides provenen de l'activitat agrícola: aquestes augmenten per sota de la confluència amb el Missouri, al drenar aquest últim la regió cerealista de les Grans Planes. L'EDTA, utilitzat en la indústria paperera, la fotogràfica o la indústria agroalimentària, està menys present en el Mississippi que en els grans rius d'Europa. Els PCB persisteixen en els sediments malgrat la seva prohibició. Una part del nitrogen i el fòsfor presents en la part inferior del riu prové del riu Ohio que drena regions industrials i agrícoles.

## Condicionament del riu
Els grans treballs de condicionament del Mississipi i els seus afluents tenen un objectiu triple: 
1. Limitar les inundacions
2. Afavorir la navegació
3. Lluitar contra l'erosió dels marges.

### Lluita contra les inundacions

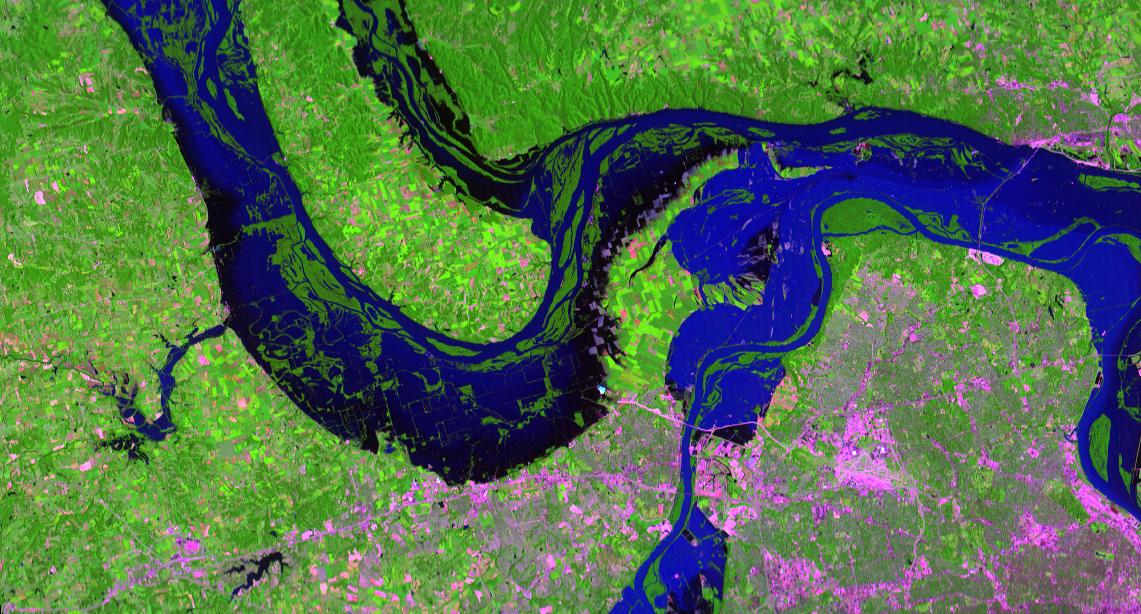
Els rius Mississipi, Missouri i Illinois a prop de Saint Louis durant les inundacions de 1993.

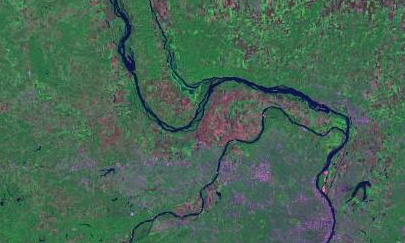
La mateixa localització el setembre de 2002 en una imatge del Landsat

Els projectes que pretenien reduir els efectes dels desbordaments del Mississipi són antics i nombrosos. A principis del segle xix, la idea de la canalització del riu era preponderant: fundat el 1775, el Cos d'Enginyers de l'Exèrcit dels Estats Units (United States Army Corps of Enginneers) emprengué diversos estudis i entre 1812 i 1815 inicià grans obres. Calgué esperar als anys 1860 per veure aparèixer un debat entre els que volien canalitzar el Mississipi (James Buchanan Eads), i els que no (Andrew Humphrey); finalment va prevaldre la primera opció. Entre 1875 i 1880, s'emprengueren grans obres a la regió del delta. Avui en dia, el Cos d'Enginyers de l'Exèrcit manté aquests dics per conservar el curs habitual del riu. Tanmateix, l'efecte dels dics es revela ineficaç quan el nivell del riu augmenta.
La crescuda de 1927 mostrà el problema. Aleshores, es decidí transferir part de les aigües del Mississipi al seu afluent el riu Atchafalaya, en el que era el Projecte Flood. Els treballs es dirigiren també a abocar gran quantitat d'aigua als llacs del delta. Un sistema d'estacions permeté també vigilar el nivell del riu i donar l'alerta en cas de problemes.
El curs inicial ha estat alterat amb 37 preses i rescloses, la majoria construïdes en els anys 1930), amb la finalitat de mantenir un canal de tres metres de profunditat per al trànsit fluvial. També s'han construït llacs artificials per a ser utilitzats per a la pesca i altres activitats nàutiques d'oci. Les preses no tenen en canvi la funció de regular el curs del riu; en període de crescuda, estan simplement obertes i deixen de funcionar. Després de Saint Louis el curs del riu està menys encarrilat, encara que sovint està flanquejat per dics.
Altres canvis es van dur a terme en resposta als tremolors de terra al llarg de la falla de New Madrid, propera a Memphis (Tennessee) i Sant Lluís. El 1811 i 1812, els sismes coneguts sota el nom de «terratrèmols de Nova Madrid», van assolir una magnitud de 8 dins l'escala de Richter, i per un moment van invertir la direcció del corrent del riu. Aquests cataclismes també van crear el llac Reelfoot, a Tennessee. A excepció de Davenport (Iowa) la majoria de les ciutats que voregen el riu estan protegides per molls sobrealçats o dics.

### Important via de comunicació
Si el Mississipi ha estat objecte de colossals treballs de condicionament, és també perquè és una via de comunicació essencial per al país. El deu per cent de les mercaderies dels Estats Units són transportades a través del seu curs. Des de l'època precolombina, el Mississippi és un mitjà fonamental per al transport de mercaderies. La seva orientació meridiana en fa un eix essencial de penetració al continent nord-americà i una via d'accés als Grans Llacs. Situat a la desembocadura del Mississippi, Nova Orleans es va desenvolupar gràcies a aquesta estratègica situació. Actualment, prop de la meitat del sistema fluvial Mississipi-Missouri és navegable. Vaixells de 2,7 m de calat poden utilitzar el seu curs i pujar fins a Minneapolis.
A partir de 1878, 29 rescloses foren construïdes entre Minneapolis i Saint Louis amb la finalitat de permetre la navegació riu amunt dels vaixells fins a Minneapolis. Entre 1929 i 1942, s'han suprimit 16 meandres en el curs inferior per escurçar el trajecte dels vaixells en uns 240 km. Les conseqüències d'aquests treballs van ser un augment del pendent i de la capacitat d'erosió riu amunt, i de la sedimentació riu avall.
El conjunt de la xarxa hidrogràfica del Mississipi i els seus afluents arriba als 8.000 km de longitud. Un canal de navegació uneix el Mississipi amb el llac Michigan, a l'alçada de Chicago, comunicant així el Mississipi amb els Grans Llacs. Un altre canal, l'Illinois Waterway, va des de la desembocadura del riu Chicago fins a la confluència del riu Illinois i el Mississipi. Al sud, el Mississipi comunica Florida i Texas a través d'un canal lateral, el Gulf Intracoastal Waterway. Diverses autopistes comuniquen els centres urbans del Mississipi amb les diferents façanes marítimes del país.